# Château de Compton
Le château de Compton dans la paroisse de Marldon  dans le Devon, est un manoir fortifié dans le village de Compton (anciennement "Compton Pole"), à environ 5 milles à l'ouest de Torquay sur la côte sud du Devon, Angleterre. Le domaine abritait les familles de Compton, de la Pole, Doddiscombe, Gilbert et Templer. Le château est la résidence de la famille Gilbert la plupart du temps depuis sa construction . Classé comme un ensemble de bâtiments de catégorie 1, il est une propriété du National Trust.

## Histoire

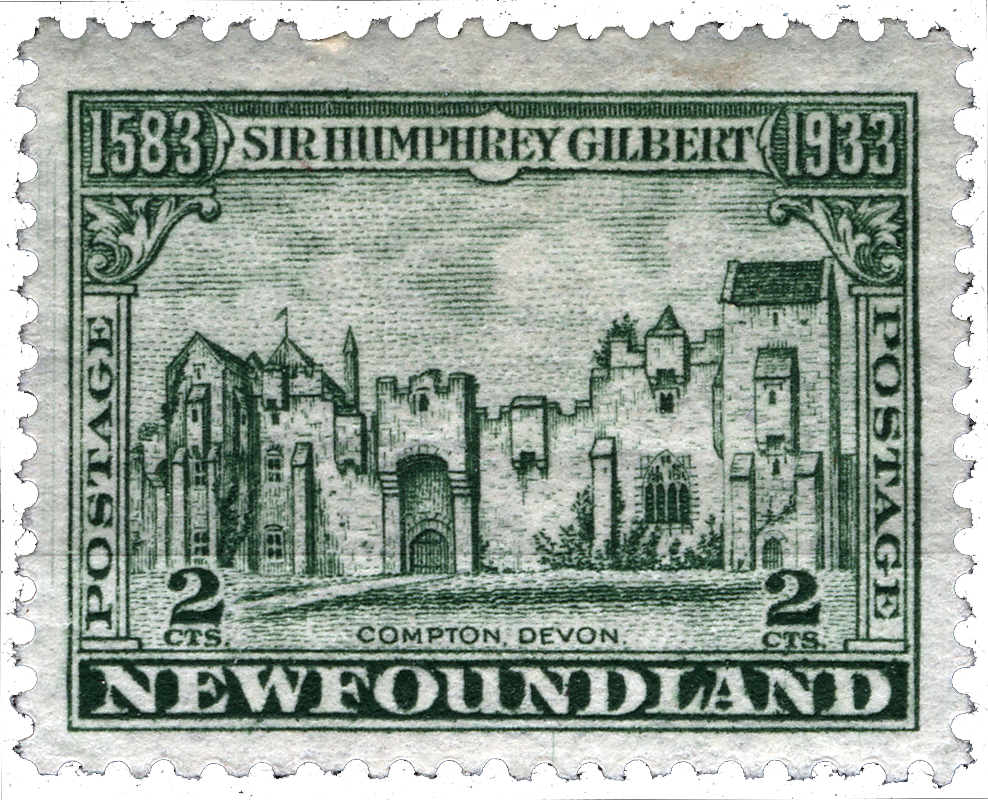
Château de Compton sur le timbre-poste de Terre-Neuve

La maison crénelée est le siège de Maurice de la Pole sous le règne du roi Henri II (1154-1189), après quoi le manoir est connu sous le nom de Compton Pole lorsqu'il passe aux mains de Peter Compton. Le manoir d'origine non défendu est construit au milieu du XIVe siècle et se compose d'un hall flanqué de chambres solaires et de service à chaque extrémité. Ceux-ci sont reconstruits à la fin du Moyen Âge. La façade semblable à une forteresse est ajoutée vers 1520 par John Gilbert. Le hall central est en ruines au XVIIIe siècle, mais est fidèlement reconstruit dans les années 1950.
L'habitant le plus célèbre de Compton Castle est Humphrey Gilbert (1539-1583), colonisateur de Terre-Neuve et demi-frère de Walter Raleigh. La légende raconte que Raleigh a fumé la première pipe de tabac en Grande-Bretagne lors d'une visite à Humphrey. Le château est la demeure de la famille Gilbert jusqu'à la vente du domaine en 1785, puis il décline progressivement jusqu'à ce qu'un descendant le rachète en 1931 ; il le cède au National Trust en 1951 à condition que les membres de la famille continuent d'occuper le château. Ils y sont toujours et l'administrent pour le compte de la Fiducie.

## Histoire moderne
La grande salle n'avait pas de toit et nécessitait de nombreux travaux de restauration qui sont tous effectués avant que le National Trust n'acquière la propriété. Dans la maison, il y a une maquette du Squirrel, le navire dans lequel Humphrey Gilbert a navigué vers Terre-Neuve (Le blason de la famille Gilbert est Un écureuil sejant sur une colline verte se nourrissant d'une récolte de noix à proprement parler ). À l'ouest de la grande salle se trouve le solaire, qui sert de salle de retraite privée loin de l'agitation de la grande salle. On y accède par un escalier du XVe siècle. Une autre pièce restaurée est la cuisine, qui est logée dans un bâtiment séparé en raison du risque d'incendie qu'elle présentait. A droite du foyer, un escalier de pierre mène à l'intérieur d'une tour à ce qui est probablement une salle de garde.
Les défenses extérieures du château comprennent deux herses qui pouvaient être abaissées lorsque le château était attaqué. Des flèches pouvaient être tirées à travers des meurtrières surplombant la passerelle. Les murs-rideaux avaient des fentes à travers lesquelles des pierres et de l'huile bouillante pouvaient être larguées sur tout attaquant tentant d'escalader les murs.
Le château est utilisé comme lieu de tournage de la version 1995 de Sense and Sensibility. Sa grande cuisine est remarquable pour ce qu'elle donne à voir de la vie domestique médiévale, et ses petits jardins à la française sont entourés d'un mur-rideau en pierre.
Il y a un autre château de Compton à Compton Pauncefoot, Somerset.